# Maffia (bok)
Maffia är en bok skriven av författaren Tomas Lappalainen om maffiasammanslutningen Cosa nostra på Sicilien. Första utgåvan kom år 1993. Boken behandlar maffiakriget under 1980-talet samtidigt som den ger en översiktlig bild av sedvänjor, historia och kulturella egenheter som påverkat maffians framväxt och bevarande. En omarbetad utgåva med bland annat fortsättningen på maffians moderna historia släpptes på Kartonnage förlag 2011.

## Innehåll
Första kapitlet maffian under 1980-talet beskriver maffians angrepp mot statsmakten, främst i form av mord och terrorattentat mot domare och poliser och avslutas med berättelsen om det uppmärksammade mordet på Giovanni Falcone. Maffiakriget och Corleone-klanens ledare Luciano Liggios hänsynslösa framfart liksom Maxiprocessen och fenomenet botgörare, före detta maffiamedlemmar som trots omertá samarbetar med polisen, tas upp. Andra kapitlet återberättar legender och teorier om namnet maffia och dess ursprung, beskyddarverksamhetens utformning, relationen mellan maffian och den politiska eliten samt Cosa nostras organisationsstruktur. Det tredje kapitlet kulturen beskriver maffian som en organisation besatt av heder, behandlar femomenet omertá, den sicilianska tystnadskulturen i stort och relationen mellan maffian och lokalbefolkningen. Historien om hur Sicilien sedan antiken närmast ständigt varit kontrollerad av olika storriken och hur det har påverkat den lokala kulturen och maffians framväxt behandlas i det fjärde kapitlet. Det berättas också om fascismens försök att bekämpa maffian liksom de allierades oheliga allians med lokala maffiabossar i samband med och efter landstigningen på Sicilien. Liksom maffians växlande relation med den katolska kyrkan.
| ”                                                                           | I vissa stunder tycks mig dessa maffiosi vara de enda rationella varelserna i en värld befolkad av dårar | „ |
| – Giovanni Falcone, citatet inleder bokens sista och sammanfattande kapitel | |   |

Boken avslutas med en utläggning om hur maffians profitmotiv och mördande rationalitet gör att den har blivit en expert på att utnyttja lokala sedvänjor och befolkningens misstro mot staten till sin egen fördel. Boken avslutas med en analys om hederns roll i förhållande till maffians rykte och makt ur ett hobbesianskt och machiavelliskt perspektiv.

## Mottagande
Dagens Nyheter kallade boken en gedigen genomgång som inte riskerar att förlora sin aktualitet. Men uppfattade även en tydlig politisk vinkel och efterlyste en mer balanserad analys med perspektiv från både höger och vänster.